# قبس صاعد
قبس صاعد (الاسم العلمي:Phlox adsurgens) هو نوع من النباتات يتبع جنس القبس من الفصيلة البولامونية.